# 兼重元宣
兼重 元宣（かねしげ もとのぶ）は、戦国時代から安土桃山時代にかけての武将。毛利氏の家臣。父は兼重元鎮で、元宣は毛利元就の従弟にあたる。

## 生涯

### 家督相続
永正6年（1509年）、毛利元就の叔父にあたる兼重元鎮の子として生まれる。幼少の頃より、毛利元就や毛利隆元の側近として仕え、後に隆元付きの家臣となった。
天文9年（1540年）から天文10年（1541年）にかけての吉田郡山城の戦い（郡山合戦）において父の元鎮が深手を負い、療養の末の天文10年（1541年）10月15日に死去したため、元宣がその後を継いだ。
天文15年（1546年）2月20日、毛利元就と隆元から、「兼重」の苗字の由来となった安芸国高田郡吉田庄の兼重名を給地として安堵された。

### 毛利隆元に仕える
天文19年（1550年）7月12日から7月13日にかけて元就によって安芸井上氏が粛清された直後の7月20日に毛利氏家臣団238名が連署して毛利氏への忠誠を誓った起請文においては、10番目に「兼重弥三郎元宣」と署名している。
同年12月20日には毛利隆元から安芸国高田郡佐々井村の常定名の田2町と岩門の田3段を給地として与えられる。
天文20年（1551年）9月11日、元就によって居城の頭崎城を追われた平賀隆保が頼った菅田宣真・宣種父子の籠る安芸国西条の槌山城（明神山城）攻めに参加し、塀際における戦いにおいて下人を喪いつつも武功を挙げ、同年9月28日に元就と隆元の連署の感状を与えられた。
天文23年（1554年）9月25日、毛利隆元が安芸国の禰村下分100貫と佐々井村75貫について草使を申し付けて諸公役を堅固に申し付け、佐々井の内の大日堂を元宣が領知することを命じる。
天文24年（1555年）10月1日の厳島の戦いで陶方に味方した重見通種が自害する為に検使の派遣を元就に依頼した際に、重見通種の命を惜しんだ元就の意向を受けて元宣と児玉就方が毛利家に仕えるよう説得したが自害の意思を変えることはできず、元就はやむなく重見通種の舅にあたる入江就昌を検使として派遣し、10月30日に通種は自害した。
弘治3年（1557年）4月2日、長門国且山城に籠る内藤隆世が大内義長の助命を条件に開城し自害するにあたって福原貞俊に検使を要請したため、元宣が検使として且山城に入城して内藤隆世の自害を見届け、その首級を翌4月3日の夜半に周防国防府の元就本陣に届けた。
同年11月18日に毛利隆元から安芸国高田郡佐々井村の丸山名を宛がわれた。
弘治4年（1558年）閏6月11日には周防国山代本郷と周防国深川の代官に任じられ、合わせて安芸国の禰村下分100貫の草使については前からの約束通り召し上げられた。

### 毛利隆元の急死
永禄5年（1562年）、元宣は隆元に従って出雲国へ出陣したが、元就と隆元らが出雲国へ出陣している隙を突き、豊前の大友宗麟が尼子義久に呼応して、戸次鑑連（立花道雪）に毛利方の豊前松山城を攻撃させたため、同年12月に隆元は元就の命により豊前松山城の後詰となるべく、元宣、粟屋元真、赤川元保以下3000の将兵を率いて出雲国飯石郡赤穴を出発。その途上の12月21日に厳島神社を参詣した後に周防国岩国で越年し、永禄6年（1563年）1月に防府へ進んだ。
しかし、同年5月に将軍・足利義輝の調停により毛利氏と大友氏の講和が成立したため、同年5月22日に元就は元宣へ書状を送り、隆元の出雲到着を急がせている。5月27日に隆元は元宣や赤川元保ら将兵を率いて防府を出立して岩国に滞在し、7月6日には厳島に立ち寄って、7月7日に廿日市へ戻った。7月8日に廿日市を出立して、7月10日に吉田郡山城近くの多治比に到着した隆元は吉田郡山城には入城せず、7月11日に吉田郡山城から呼び寄せた嫡男・幸鶴丸（後の毛利輝元）と多治比で終日歓談した。
7月12日に多治比を出立して安芸国高田郡佐々部に到着した隆元らはそのまま佐々部に滞在して国衆や家中衆が参陣するのを待ち、8月5日を出雲への出陣の日と定めた。出雲出陣の直前の8月3日晩に隆元は和智誠春の佐々部の宿所に招かれて饗応を受けた帰路で激しい腹痛を起こし、居館で治療に努めたものの翌8月4日朝に容体が急変し死去した。隆元の急死に元宣ら群臣は大いに悲嘆した。

### 毛利輝元時代
永禄8年（1565年）4月14日、毛利輝元から「左衛門尉」の官途名を与えられた。
永禄11年（1568年）、嫡男の千鶴丸（後の兼重元続）に安芸国の吉田上村の兼重名の田3町1段大、岩門3段小、佐々井村の丸山4町、常定2町の各所領を譲与する旨の譲状を与え、同年3月6日には元宣の譲状通りに所領を相続し、佐々井村75貫の草使や大日堂の知行、周防国山代本郷と深川の代官職も引き継ぐことを輝元から認められている。
元亀2年（1571年）6月14日に毛利元就が死去すると、人心の動揺により諸将の間柄に様々な流言雑説が流れたことで、山内隆通についての流言に関連して山内氏の縁者である内藤隆春に対する流言もあったことから、内藤隆春は元亀3年（1572年）10月12日に輝元近臣の元宣と児玉元良に対して血判起請文を提出して毛利氏に異心無きことを誓っている。
元亀3年（1572年）12月1日に定められた毛利氏掟に対し、元宣は12月13日に署名した家臣たちの中で最初に「兼重左衛門尉」と署名したなお、元宣に続いて福原左馬允、天野元友、児玉就時、福原少輔四郎、佐藤元光、長井元為、東左京亮、庄原就親、長沼元正、児玉就秋、渡辺元、渡辺就国、児玉兵庫允、児玉就光、井上就正、粟屋元方、児玉就久、児玉十郎右衛門尉、井上就重、粟屋元重が同日に署名している。

### 晩年
天正5年（1577年）12月30日、毛利輝元から「下総守」の受領名を与えられた。
天正8年（1580年）閏3月6日、吉川元春が元宣とその嫡男・兼重元続に対し、伯耆国平定後に伯耆国で給地を与えることを約束する。
同年4月14日、元宣の嫡男・元続を従えて美作国梅森に在陣中の吉川元春が宍道政慶を病床の元宣のもとに派遣して、頻繁に書状で病状を尋ねるべきだったが立て込んでいたことを詫び、派遣した宍道政慶と談合して養生することが肝要と伝えている。また、この時の元春の書状では備前・美作方面の情勢について、緩み無く合戦には勝利するので安心するようにと伝えると共に詳細は宍道政慶に説明させるとしているが、元春の書状が書かれた当日に毛利輝元自らが出陣した備中攻めで備前国児島郡下加茂の山中において宇喜多方の備前国人である伊賀久隆の強襲を受け、毛利軍は先鋒部隊の将であった粟屋元信を始めとして児玉元房、井上元勝、小寺就武、奈古屋元賀（奈古屋清賀）、三戸元好、宇多田藤右衛門、山県三郎兵衛、足立十郎右衛門、斉藤左衛門尉ら40人余りが討ち取られる大敗を喫している（加茂崩れ）。
同年12月頃に死去。享年72。同年12月22日に嫡男の元続が後を継ぐことを輝元に認められた。

## 人物
- 元宣は毛利隆元と親しく幾度も書状のやりとりをしており、兼重家に伝わった文書が納められている『閥閲録』巻52「兼重五郎兵衛」には隆元からの書状が幾つも収められているが、元宣の事を「宣」「元乃夫」「述」等と呼び、自らの署名を「基」や「元」とする隆元の書状が幾つも存在し[36][37][38][39]、隆元の「返事には及ばず候」[36]といった表現などからも気安い関係が見受けられる。